# 一色義幸
一色 義幸（いっしき よしゆき）は、戦国時代の大名。丹後国守護。丹後一色家15代当主。加佐郡建部山城主。なお、義幸は架空の人物とされており、一色氏当主の座は一色義有 - 義清 - 左京大夫（義員か）と続いている。

## 生涯
前代までの一色氏は隣国である山名氏と友好関係にあり、応仁元年（1467年）からの応仁の乱においても西軍に与したため、管領細川氏により丹後の守護職を一時期隣国の若狭武田氏に奪われるなど没落し、さらに守護代延永氏を初めとする国人たちの離反により衰退していた。
先代当主は義幸の兄ともされる義清（左京大夫、子の越前守義清とは別人）か、一色義貫の末裔・一色義有（義道の子・義定とは別人）と思われるが、戦国の混乱期であり記録が乏しいため義幸が当主に就任する直前の時期の一色氏の動向ははっきりせず、また伝わる系譜も多種あるために詳細は不明。
義幸の父とされる一色義有は幕府の御供衆にも列する一色氏一門で、また丹後一色家の下、郡代も務めていた。しかし、義有および次代・義清が没し、一色宗家（義貫流）の血筋が絶えると、一色教親の子（末裔）である義幸が一色宗家を継承し、幕府より丹後守護職に任命された（若狭武田氏より丹後守護を奪還）という。また義幸は若狭武田氏の勢力を追い、加佐郡の丹後守護所（八田守護所）および建部山城に入ったとされる。
守護代延永氏との関係も良好であり、若狭にもたびたび攻め入り、若狭守護武田元光と丹後・若狭の領有をめぐって争ったという。
義幸は永禄元年（1558年）には隠居し、家督を子の義道に譲った。